# Nădlac
Nădlac (Hongaars: Nagylak, Slowaaks: Nadlak) is een stad in het westen van Roemenië, in het district Arad. Het ligt op de rechteroever van de Mureș, direct aan de grens met Hongarije. Historisch vormt het één geheel met het Hongaarse Nagylak, dat veel kleiner is. Nădlac is de voornaamste Roemeens-Hongaarse grensovergang en de plaats waar de grootste Slowaakse minderheid van Roemenië is gevestigd.

## Bevolking
Nădlac heeft 7398 inwoners (2011) waarvan bijna de helft (44%) van Slowaakse afkomst is. De Roemenen vormen met 48% de grootste bevolkingsgroep. Kleinere minderheden zijn de Hongaren (3,5%) en de Roma (2,5%). De overige etnische groepen vormen een kleine 2% van de bevolking.

## Geschiedenis
Nădlac werd in 1192 voor het eerst genoemd als Noglok en lag toen in Hongarije. In 1474 kwam het in het bezit van de adellijke familie Jakšić, die de stad versterkte. In 1514 behaalde het boerenleger van György Dózsa (Gheorghe Doja) er een overwinning op de Hongaarse edellieden. Het kasteel ging in vlammen op, maar werd later herbouwd. Tussen 1550 en 1553 werd het verschillende keren door de Turken belegerd, om tussen 1553 en 1685 in Turkse handen te blijven (met een onderbreking tussen 1594 en 1598, toen de Zevenburgse vorst Sigismund Báthory het bezat).
Nieuwe impulsen kreeg Nădlac vanaf 1803, toen zich hier Slowaakse immigranten vestigden. Zij vestigden zich hier in 1803 vanuit het nabijgelegen en destijds overbevolkte Tótkomlós. In 1920 kwam bij het Verdrag van Trianon het grootste deel van Nădlac aan Roemenië. De westelijke wijk rond de hennepfabriek en het treinstation bleef Hongaars.
In 1968 kreeg Nădlac de status van stad (oraș).

## Verkeer
Er wordt gewerkt aan een snelweg tussen Boekarest via Arad naar Nădlac en verder naar Szeged en Boedapest. De Roemeense A1 en de M43 in Hongarije zijn hier in 2013 echter nog niet voltooid.
Het spoorwegmaatschappij Regiotrans onderhoudt een treinverbinding tussen Nădlac en Arad.
Stad met gemeentestatus: Arad

Steden zonder gemeentestatus: Chișineu-Criș · Nădlac · Sebiș · Ineu · Lipova · Pâncota